# Jan Tolf
Jan-Erik Alfons Tolf, född 7 februari 1949 i Solna, död 24 mars 2005 i Sundbyberg, var en svensk kompositör, musiker och dirigent. 
Tolf växte upp i Sundbyberg och lärde sig tidigt spela gitarr. Han var i princip autodidakt och startade som femtonåring popbandet ”The Mods” inspirerad av pop/blues/rock-vågen under 1960-talet, men utvecklade sitt gitarrspel och kom snart att spela och komponera i en rad skilda musikaliska sammanhang som kan betecknas som jazz/
fusion. Han var en viktig del av den svenska 1970- och 1980-talsjazzen som inkluderade influenser från olika kulturella sfärer. Bland annat i gruppen Egba, som debuterade 1972 på Musikmuseet, bidrog Jan Tolf till en stor del av låtarna och medverkade som gitarrist (sid. 79, i Svensk Jazzhistoria vol.11 ”Jazz Cosmopolit” av Caprice).

## Filmmusik i urval
- 1987 – I dag röd (TV-serie)
- 1987 – Lysande landning (TV-serie)
- 1987 – Träff i helfigur (TV-serie)
- 1988 – Månguden (TV-serie)
- 1990 – Apelsinmannen
- 1991 – Riktiga män bär alltid slips
- 1994 – Den vite riddaren (TV-serie)
- 1996 – Anna Holt – polis (TV-serie)
- 1996 – Ränta på ränta (TV-serie)
- 2002 – Olivia Twist (TV-serie)